# Drapetis pleuralis
Drapetis pleuralis är en tvåvingeart som beskrevs av Axel Leonard Melander 1918. Drapetis pleuralis ingår i släktet Drapetis och familjen puckeldansflugor. Inga underarter finns listade i Catalogue of Life.